# Georges Debrie
Pour les articles homonymes, voir Debrie.
Georges Eugène Debrie, né le 7 juin 1856 à Paris (4e arrondissement) et mort le 4 mai 1909 rue de Tournon, à l'âge de 53 ans, est un architecte français, très prolifique à Paris notamment. 
Ses œuvres les plus importantes ont été réalisés pour la firme Paris-France : les grands magasins  Au Capitole à Toulouse, et Aux Dames de France à Perpignan et à Hyères.

## Biographie
Au début de son apprentissage, Georges Debrie est un des élèves de Julien Guadet à l'école des Beaux-Arts de Paris. Diplômé en 1877, il est trois fois logiste, c'est-à-dire candidat entrant en loge pour concourir, notamment au prix de Rome, et termine notamment premier second Grand Prix de Rome en 1884, le lauréat étant Hector d'Espouy. La grande médaille d'émulation lui est remise le 30 novembre 1884 au même titre qu'Albert-Antoine Lambert, Paul Gasq et Joseph-Antoine Gardet.
Il travailla ensuite pour la firme Paris-France (propriétaire des grands magasins Aux Dames de France), et devient architecte du gouvernement, ainsi que de la ville de Paris : à cet effet, il est architecte-voyer (de 3e classe en mai 1909), c'est-à-dire un spécialiste responsable de la voirie sur le plan local des 4e et 5e arrondissements de Paris. Il est professeur de dessin à la Ville de Paris. Il a en outre la charge de la maison centrale de Gaillon et de la colonie des Douaires dès avant 1902.

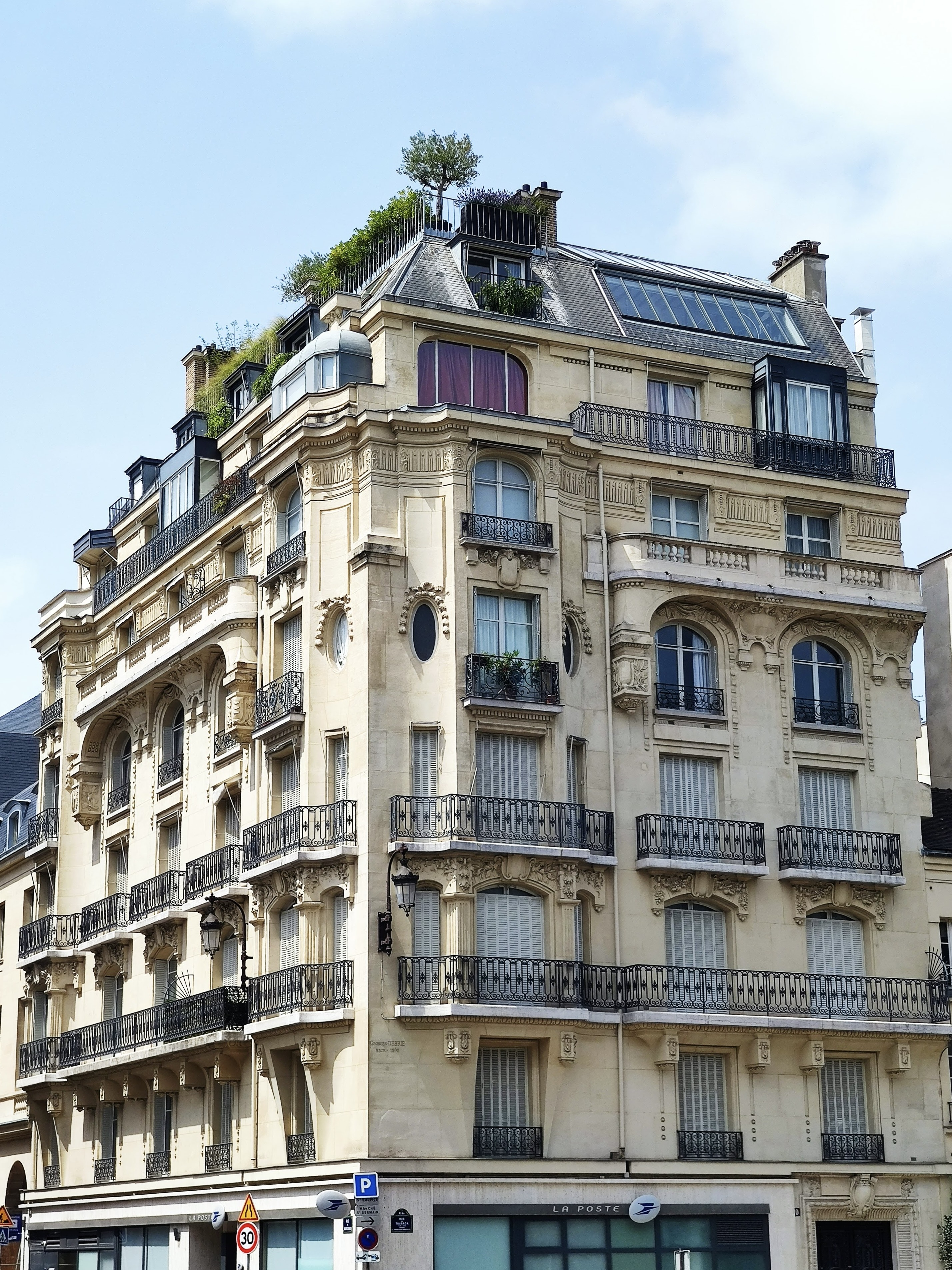
No 20, rue de Tournon (angle rue de Vaugirard).

Durant la plus grande partie de sa vie, il a résidé 20, rue de Tournon à Paris, dans un immeuble dont il est lui-même l'architecte (1900). Cette année, son nom figure au nombre des sociétaires de La Marmite, club gastronomique dont Gustave Eiffel fut président en 1890.
En 1902, il est nommé chevalier de la Légion d'honneur.
Ses obsèques, annoncées par Le Figaro, sont organisées à l'église Saint-Sulpice (église de sa paroisse) le jeudi 6 mai 1909.
C'est son confrère François-Adolphe Bocage qui reprend son agence.

## Œuvre
Dans la plupart de ses œuvres, Georges Debrie utilise l'architecture métallique issue de l'architecture ferroviaire. Cela lui permet de créer de grands espaces, comme un vide central avec coupole vitrée dans le modèle des grands magasins parisiens, et qui a pour avantage d'apporter une grande luminosité.
Georges Debrie construit durant sa carrière de nombreux immeubles de rapport à Paris dans lesquels le style haussmannien se teinte des leçons de l'Art nouveau.
- École maternelle, 4 rue Pierre-Bullet, derrière la mairie du 10e arrondissement de Paris.
- Maison des Étudiants[8], 13 rue de la Bûcherie  Classée MH (1907) (transformation lancée en 1905[9]). Il est l'auteur des plans et directeur des travaux au jour de sa mort[10]. Le projet s'affiche en avril 1908 comme « une demeure moderne où une place est réservée aux sports et à l'hydrothérapie »[11].
- 1891 : maison[12], 52 chaussée de l'Étang (Saint-Mandé).
- 1891 : à l'international, dessin du Palacio de Hierro (es) à Mexico[13].
- Pour l'hôtel de ville de Vernon, les projets de reconstruction sont remis le 1er mars 1893 : douze finalistes sont en concurrence. Sont retenus les architectes parisiens Georges Debrie et Adolphe Henry associés.
- 1898 : 4e place au Concours de façades de la ville de Paris, avec son bâtiment situé au 24 rue du Roi-de-Sicile. Il emprunte au style Louis XV des formes et des éléments de décor. On trouve ainsi des fenêtres avec des arcs surbaissés au second étage, des décors en rocaille sous les balcons arrondis du troisième et des garde-corps en fer forgé aux volutes qui n'ont rien à envier au XVIIIe siècle[14].
- 1900 : immeuble de rapport 20, rue de Tournon et 24, rue de Vaugirard, signé en façade.
- 1901 : villa l'Ubayette[15], 16 allée des Dames, à Barcelonnette.
- 1901 : La Ville d'Arbois à Pasteur.
- 1903-1904 : grand magasin Au Capitole (Paris-France), au bout de la rue d'Alsace-Lorraine à Toulouse.
- Construit deux autres magasins pour la maison Paris-France : Aux Dames de France[16] à Hyères en 1895 et Aux Dames de France[17] à Perpignan en 1905 (inscrit monument historique).
- 1904 : immeuble de 6 étages situé aux 20 rue Pasquier / 23 rue de l'Arcade (accès) à Paris.
- 1905 : immeubles bon marché des rues du Télégraphe et Belliard.
- 1908 : construit le groupe élémentaire du 23 rue Buffon (5e).
- 1909 à 1919 : ensemble d'immeubles bon marché aux no 203-207, rue Marcadet (et no 25, rue Carpeaux).

## Élèves
- Maurice Tranchant de Lunel[18]